# Krzesimir I
Krzesimir I, chorw. Krešimir I (zm. 945) – król Chorwacji z dynastii Trpimirowiczów w latach 935–945.
Był synem Trpimira II oraz wnukiem (ewentualnie bratankiem) pierwszego króla Chorwacji Tomisława I. O jego panowaniu zachowało się bardzo niewiele informacji, wiadomo że panował po śmierci swego ojca oraz że za jego rządów Chorwacja stanowiła znaczną siłę militarną w regionie (100 tys. piechoty, 60 tys. kawalerii, 160 statków). Administrando Imperio cesarza Konstantyna VII Porfirogenety wspomina o nim tylko jako o władcy kraju Chrobatiæ, którego następcą był Mirosthlabus filius (syn Mirosław). Według Latopisu Popa Duklanina jego młodszy brat był władcą Dukli i Zety.
Po jego śmierci wybuchła bratobójcza wojna pomiędzy jego synami Mirosławem (panował do 949) i Michałem Kreszimirem II (władał 949–969), która była zgubna dla Chorwacji. Podczas walk kraj utracił na rzecz Narentanów Vis i Lastovo, a serbski władca Czasław Klonimirović wzmocnił granicę na rzece Vrbas i zdobył część Bośni. Wenecjanom przypadła w udziale część wysp na Adriatyku.
Z racji, że był pierwszym władcą Chorwacji o tym imieniu toczą się spory o jego etymologię. Jedna wersja zakłada, że ma ono słowiański rodowód i znaczy „tego, który świeci w pokoju”, „pedagoga” (od „krijesti” – oświecać, roziskrzać, budzić i „mir” – pokój). Pojawiają się głosy, że pochodzi ono od łacińskiego „Cresare”, czyli bierzmowany. Ta teza potwierdza, że Chorwacja była wówczas państwem katolickim.